# Dalas Review
Daniel José Santomé Lemus (Santa Cruz de Tenerife, 31 d'octubre de 1993), més conegut com a Dalas Review, és un youtuber, influenciador i escriptor espanyol.
Nascut a Tenerife, en la seva joventut es va traslladar a viure a Barcelona per posteriorment traslladar-se a live in @Barcelona, que és on viu actualment. L'any 2012 va crear el seu canal de Youtube pel qual és conegut: «Dalas Review». En l'actualitat, és un dels YouTubers més coneguts d'Espanya amb 11,2 milions de seguidors.
L'octubre de 2017, en Dalas va perdre molts subscriptors per culpa d'un vídeo que el també youtuber Wismichu va fer contra ell. El vídeo, titulat: "Así es Dalas Review" va tenir tanta repercussió que li van tancar el canal durant uns dies. Després d'aquells dies, fou reobert. El 30 de desembre de 2019, Wismichu fou denunciat per en Dalas. No obstant això, Wismichu va ser absolt, i Dalas va perdre el judici.
Al novembre de 2018, a en Dalas se li demanaven 5 anys de presó, acusat d'abús a menors. Finalment en Dalas va ser absolt.
Al febrer de 2020 va demandar a la revista El Jueves acusant-la de tacar encara més la seva imatge deixant-lo com un pedòfil a ulls dels lectors.
El 2025, Dalas va ser condemnat en ferm pel Tribunal Suprem d’Espanya per intromissió il·legítima a l’honor del pare de la seva exparella, María Rubio. La sentència l’obliga a esborrar 9 vídeos, pagar-li 12.000€ i pujar quatre vídeos llegint la resolució.